# ميغاديث
ميجاديث (بالإنجليزية: Megadeth)‏, هي فرقة ثراش ميتال من الولايات المتحدة الأمريكية. تكونت الفرقة عام 1983 في لوس أنجلوس، كاليفورنيا من قبل ديف ماستين وديفد إيليفسون بعد طرد ديف ماستين من ميتاليكا. اصدرت الفرقة 13 ألبوم حتى الآن. يعتبر ميجاديث من رواد حركة الثراش ميتال الأمريكي وفريق من «الأربعة الكبار» لموسيقى الثراش ميتال بجانب ميتاليكا، سلاير، وٲنثراكس الذين جعلوا لهذه الموسيقى شعبية وطوروها في الثمانينات.
تتميز الفرقة بتناول أغانيها موضوعات كالإدمان والسياسة والدين والحروب، وأيضا بعزفها التقنى المميز. شهدت الفرقة العديد من التغيرات في أعضائها فشارك مع ميجاديث 20 عازفاً مختلفا ليظل ديف ماستين العضو الوحيد الدائم. باعت الفرقة أكثر من 30 مليون نسخة من ألبوماتها عبر العالم وتم ترشيحهم لجائزة غرامي عشر مرات حتى الآن.

## التاريخ

### البدايات (1983–1984)
كان ديف ماستين عازف جيتار بفرقة ميتاليكا بعد تأسيسها عام 1981 ولكنهم قاموا بطرده عام 1983 بسبب ادمانه للمخدرات والكحول وسلوكه العنيف وخلافاته الشخصية مع جيمس هيتفيلد ولارس ألريك. بعد تركه لميتاليكا بشهرين قام بتكوين مجياديث مع ديفد إيليفسون في لوس أنجلوس عام 1983. بعد فشل البحث عن مغنى للفرقة لمدة ستة أشهر إتفقوا على أن يتولى ماستين مهام الغناء بالإضافة إلى الريتم جيتار والليد جيتار وكان ماستين أيضا كاتب كلمات الأغانى الرئيسى للفرقة. في عام 1984 قاموا بتسجيل أول ديمو يحتوى على ثلاثة أغانى بعنوان "Last Rites/Loved to Death"،"Skull Beneath the Skin"، و"Mechanix" وقاموا بأداء بعض الحفلات. في عام 1984 قاموا بتوقيع عقد مع شركة كومبات للإنتاج في نيو يورك وانضم إليهم عازف الدرامز جار سامويلسون، وكريس بولاند عازف الجيتار.

### (Killing Is My Business... and Business Is Good! (1985–1986
في عام 1985 حصلت الفرقة على مبلغ ثمانية ألاف دولار من شركة كومبات من أجل تسجيل وإنتاج أول ألبوم لهم. لكنهم أنفقوا نصف المبلغ على الطعام والمخدرات والكحوليات ولذلك اضطروا إلى إقالة المنتج وإنتاج الألبوم بأنفسهم. على الرغم من فقر جودة الإنتاج إلا أنه تم إصداره في شهر مايو من نفس العام ولاقى الألبوم استقبالا جيداً من النقاد
احتوى الألبوم على نسخة (سبيد ميتال) من أغنية نانسى سيناترا الكلاسيكية "These Boots Are Made for Walkin'" ولكن بكلمات مختلفة مما أثار الجدل في سنوات لاحقة عندما طالب مؤلف الأغنية الأصلى بإزالتها من الألبوم ووصفها بأنها «مهينة وحقيرة» ولتجنب المقاضاة تم إزالتها. احتوى الألبوم أيضا على أغنية "Mechanix" التي قام بتأليفها ماستين عندما كان عضوا بميتاليكا.
في نفس العام قامت الفرقة بعمل جولة حفلات في الولايات المتحدة وكندا لأول مرة لدعم ألبومهم الأول مع فرقة إكسايتر الكندية. شارك كريس بولاند في بداية الحفلة لكنه ترك الباند بصورة مفاجئة وتم استبداله بعازف الجيتار مايك ألبيرت. عاد بولاند مرة أخرى لينضم للفرقة في شهر أكتوبر من عام 1985 لبدء العمل على الألبوم الثاني لهم

## روابط خارجية
- ميغاديث على موقع IMDb (الإنجليزية)
- ميغاديث على موقع ميوزك برينز (الإنجليزية)
- ميغاديث على موقع رولينغ ستون (الإنجليزية)
- ميغاديث على موقع أول ميوزيك (الإنجليزية)
- ميغاديث على موقع ديسكوغز (الإنجليزية)